# Delairea
Delaírea (лат.) — монотипный род цветковых растений, включённый в семейство Сложноцветные (Asteraceae). Единственный вид — Delaírea odoráta.
Травянистая лиана с лопастными блестящими листьями и с мелкими жёлтыми соцветиями-корзинками. Происходит из Южной Африки, в ряде регионов является инвазивным видом.

## История описания и название
Род назван именем Эжена Делера (фр. Eugène Delaire; 1810—1856), главного садовника Орлеанского Сада растений, который прислал образцы растения Шарлю Лемеру. В 1844 году Лемер опубликовал первое описание растения в 1-м выпуске 3-й серии журнала Annales des Sciences Naturelles, вышедшем в июне 1844 года в Париже.

## Ботаническое описание

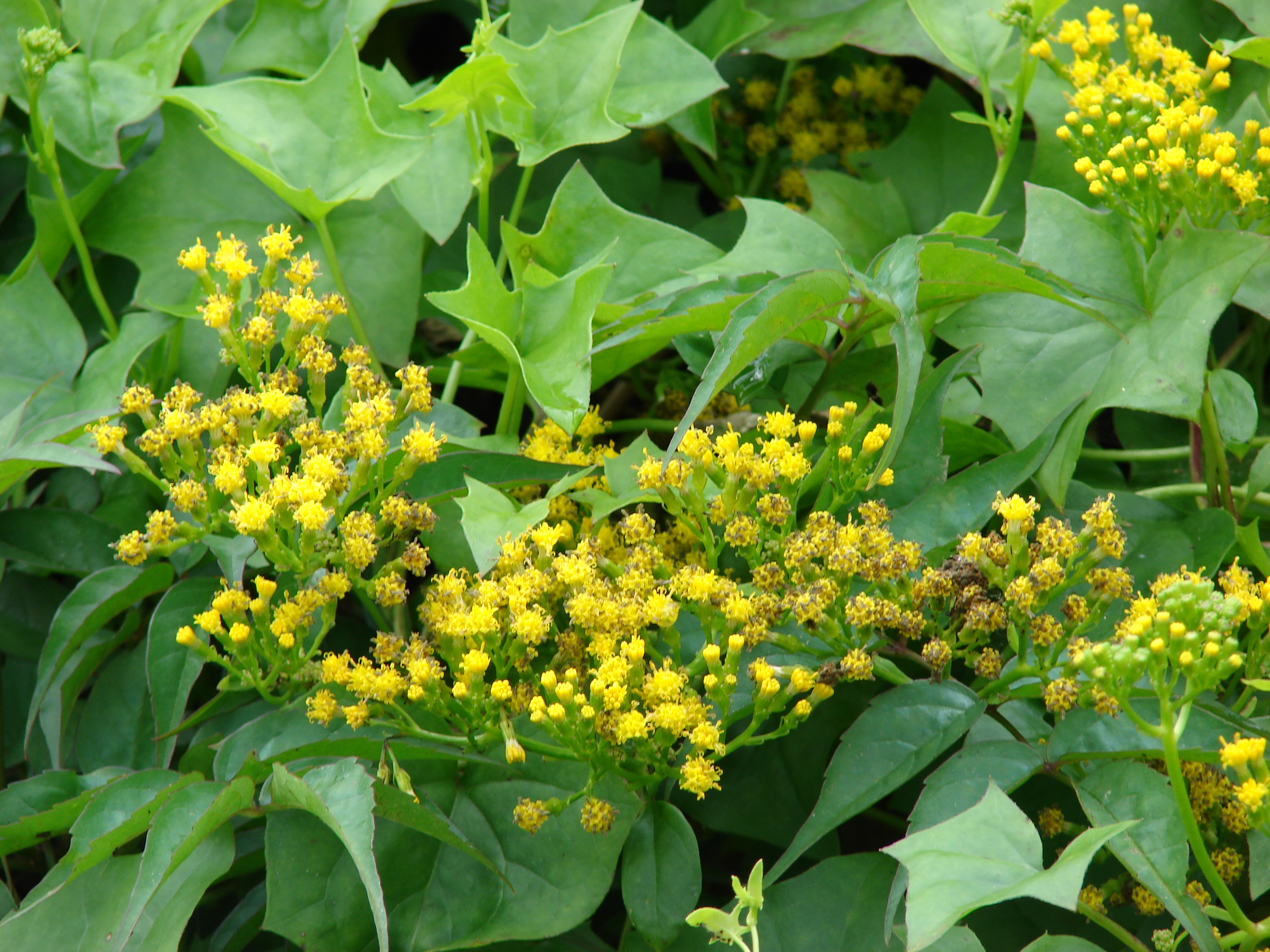

Многолетняя травянистая лиана, в регионах с мягким климатом — вечнозелёная. Стебли до 5—10 м и более длиной, до 1 см толищной, многократно ветвящиеся. Образует сиреневатые столоны, укореняющиеся в узлах.
Листья очерёдно расположенные, блестящие, мясистые, округлые или многоугольные в очертании, пальчато-лопастные, с 5—9 острыми лопастями, или же крупнозубчатые, 3—10 см длиной и шириной. При растирании листья издают характерный аптечный запах. Черешки равны по длине пластинке или короче неё. Прилистники почковидные, у некоторых популяций отсутствуют.
Корзинки в общих щитковидных соцветиях по 20—40, 5—12 мм длиной, 3—6 мм в поперечнике. Ложноязычковые цветки отсутствуют, трубчатые цветки ярко-жёлтые, в количестве 10—12 (иногда до 40). Листочки обёртки в числе около восьми, 3—4 мм длиной.
Плоды — голые ребристые семянки красно-коричневого около 2 мм длиной, с хохолком до 6 мм длиной. Во многих регионах плоды обычно не дают начало новым растениям.
Цветёт растение зимой: в Калифорнии — с октября по март, в Южном полушарии — с мая по август.

## Значение
Ядовитое растение.
Выращивается в качестве декоративного растения в регионах с мягким климатом. В последние годы не рекомендуется к использованию, поскольку легко сбегает из культуры и внедряется в естественные растительные сообщества.

## Ареал
Родина растения — Южная Африка, где растение встречается довольно редко. Завезено в Австралию и Новую Зеландию, в Калифорнию, на Гавайи, в Европу (Италия, Португалия, Великобритания), где активно распространяется (в Калифорнии — главным образом, вегетативно), представляя большую опасность как инвазивный вид.
В Новой Зеландии растение впервые появилось в 1870 году, в Калифорнии впервые стало дичать в 1892 году, на Гавайях — в 1909 году.
В Великобритании не цветёт и размножается исключительно посредством столонов. В Калифорнии цветёт и плодоносит, однако семена, как правило, стерильны.

## Классификация

### Синонимы
- Senecio mikanioides Otto ex Walp., 1845
- Senecio scandens DC., 1838, nom. illeg.